# 1081
سنة 1081 كانت سنة بسيطة تبدأ يوم الجمعة (الرابط يظهر نموذج التقويم الكامل للسنة) من التقويم اليولياني.

## مواليد
- لويس السادس

## وفيات
- ابن حيوس
- المقتدر بن هود